# NGC 2470
NGC 2470 (również PGC 22137 lub UGC 4091) – galaktyka spiralna (Sab), znajdująca się w gwiazdozbiorze Małego Psa. Odkrył ją Lewis A. Swift 24 października 1886 roku.